# Nuptse
Der Nuptse (tibetisch ནུབ་རྩེ། Wylie nub rtse) ist ein Berg im Himalaya in Nepal. Mit einer Höhe von 7861 m zählt er zu den Siebentausendern.
Er liegt im Mahalangur Himal in der Khumbu-Region des Himalaya, 2 Kilometer südwestlich des Mount Everest. „Nuptse“ kommt aus dem Tibetischen (nub rtse) und bedeutet „Westgipfel“, da er das westliche Segment des Lhotse-Nuptse-Massivs darstellt.
Der lange Hauptkamm des Nuptse trägt sieben Gipfel:
| Gipfel                                 | Meter |
| -------------------------------------- | ----- |
| Nuptse I                               | 7861  |
| Nuptse II                              | 7827  |
| Nuptse Shar I (auch Nuptse East I)     | 7804  |
| Nuptse Nup I (auch Nuptse West)        | 7784  |
| Nuptse Shar II (auch Nuptse East II)   | 7776  |
| Nuptse Nup II (auch Nuptse Northwest)  | 7742  |
| Nuptse Shar III (auch Nuptse East III) | 7695  |

## Alpinismus
Der Hauptgipfel, Nuptse I, wurde erstmals am 16. Mai 1961 durch Dennis Davis und Tashi Sherpa als Teilnehmer einer britischen Expedition erreicht.
Der Schweizer Extrembergsteiger Ueli Steck kam am 30. April 2017 bei einem Bergunfall am Nuptse um. Steck kletterte allein und stürzte an einer 1000 Meter hohen Steilwand ab. Er wurde am Fuß der Nuptse-Flanke gefunden.

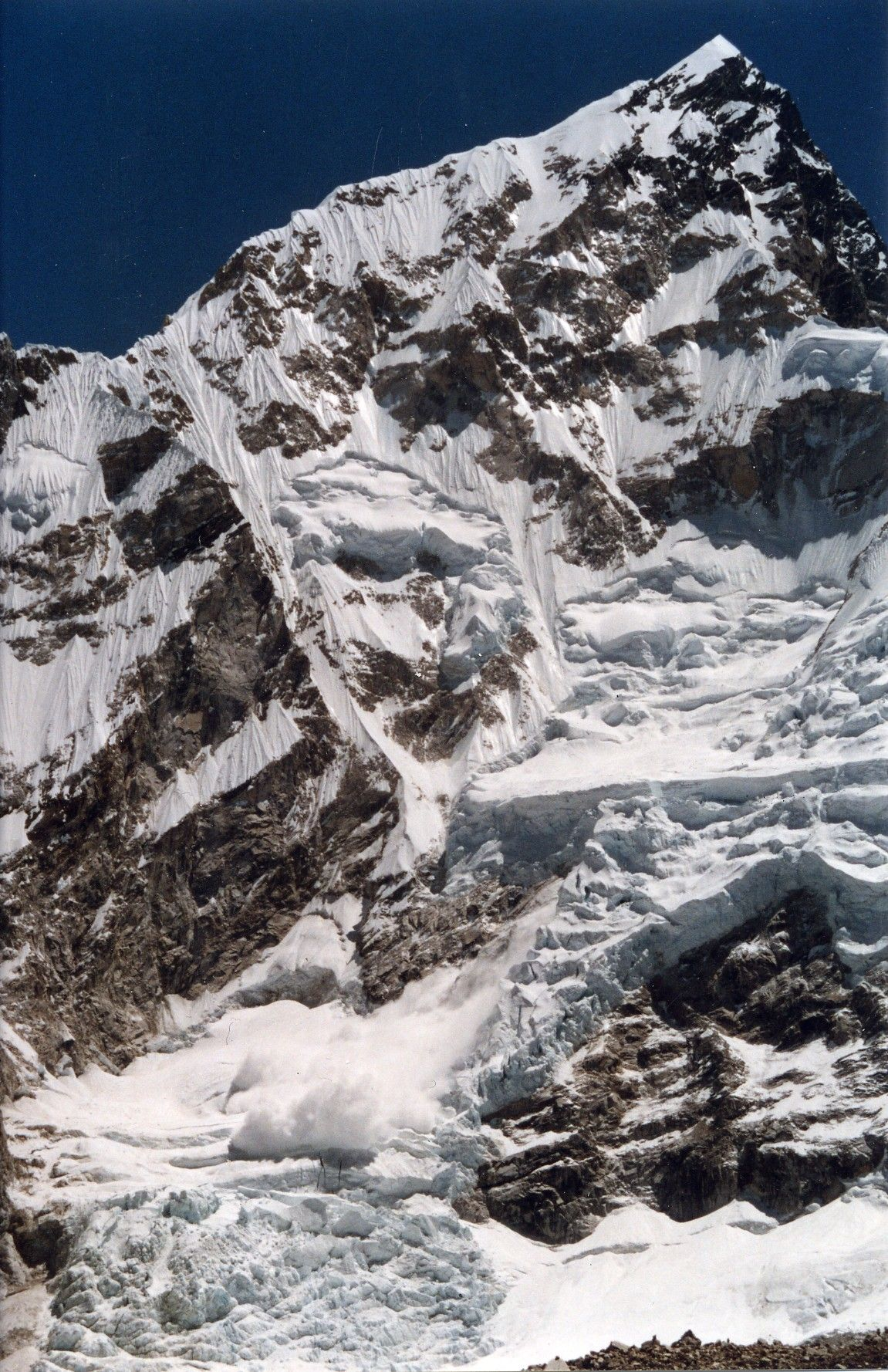
Nuptse vom Kala Patthar aus
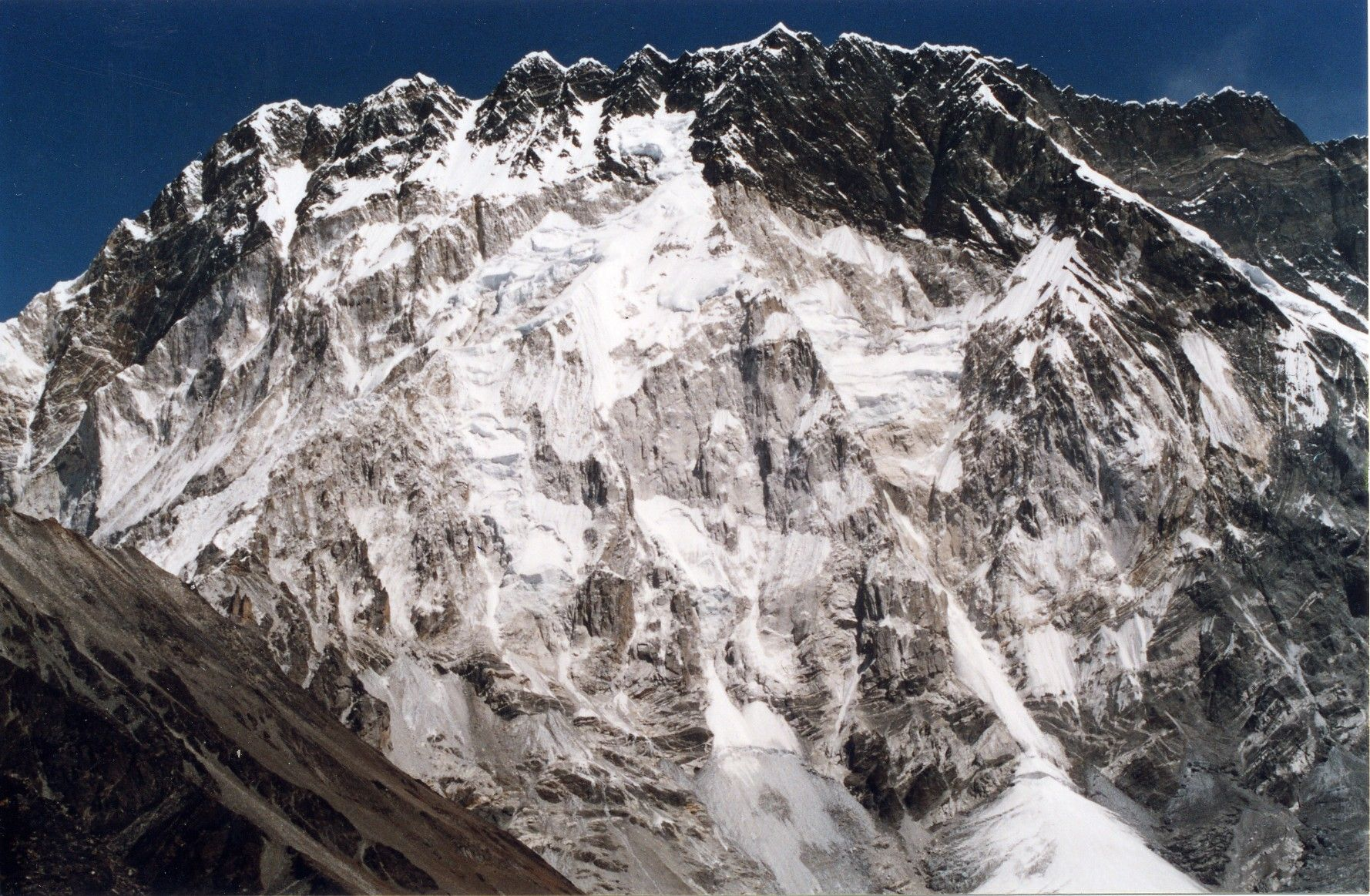
Nuptse vom Chukhung Ri aus